# Harriet Metcalf
Harriet Metcalf   (Providence, 25 de març de 1958) és una ex-remadora estatunidenca que va competir durant la dècada de 1980.
Es graduà el 1981 al Mount Holyoke College i posteriorment va fer un màster a la Harvard University. El 1984 va prendre part en els Jocs Olímpics de Los Angeles, on guanyà la medalla d'or en la prova del vuit amb timoner del programa de rem. En el seu palmarès també destaquen quatre medalles de plata i una de bronze al Campionat del món de rem.